# Каллендер, Дрейк
Дрейк Сти́вен Ка́ллендер (англ. Drake Steven Callender; 7 октября 1997, Сакраменто, Калифорния, США) — американский футболист, вратарь клуба «Интер Майами».

## Карьера

### Молодёжные команды
Каллендер играл в юношеских футбольных командах «Кэп Юнайтед» и «Плейсер Юнайтед». В 2013—2016 годах тренировался в академии футбольного клуба «Сан-Хосе Эртквейкс».
В 2016—2019 годах Каллендер обучался в Калифорнийском университете в Беркли по специальности «Юриспруденция» и играл за университетскую футбольную команду «Калифорния Голден Беарз». В Национальной ассоциации студенческого спорта сыграл 54 матча и в 16 из них не пропускал голы.
В 2019 году также числился в клубе Лиги два ЮСЛ «Сан-Франциско Гленс», но не сыграл ни одного матча.

### Клубная карьера
12 ноября 2019 года новичок MLS «Интер Майами» выменял права на Каллендера по правилу доморощенного игрока у «Сан-Хосе Эртквейкс» на пик второго раунда Супердрафта MLS 2020, а также потенциально до $150 тыс. в общих распределительных средствах при условии достижения им определённых показателей. Клуб подписал с ним контракт как доморощенным игроком 23 декабря. Его профессиональный дебют состоялся 7 мая 2021 года в матче фарм-клуба «Интер Майами» в Лиге один ЮСЛ — «Форт-Лодердейл», против «Юнион Омаха». За «Интер Майами» в MLS он дебютировал 19 марта 2022 года в матче против «Цинциннати». После того как в конце апреля Ник Марсман получил травму, Каллендер стал основным вратарём клуба и в дальнейшем сохранил место в стартовом составе. По итогам сезона 2022, в котором трижды попадал в символическую сборную недели MLS, Каллендер номинировался на звание вратаря года MLS, но в голосовании занял третье место. 14 февраля 2023 года Каллендер продлил контракт с «Интер Майами» до конца сезона 2025 с опцией на сезон 2026. 19 августа в финале Кубка лиг 2023 «Интер Майами» обыграл «Нэшвилл» в серии послематчевых пенальти, в которой Каллендер реализовал решающий пенальти и отразил два пенальти в свои ворота, благодаря чему был назван лучшим вратарём турнира и лучшим игроком матча. По итогам сезона 2023 был назван лучшим игроком оборонительного плана «Интер Майами».

### Международная карьера
В марте 2021 года Каллендер участвовал в тренировочном лагере сборной США до 23 лет.
12 апреля 2023 года Каллендер был впервые вызван в старшую сборную США, в тренировочный лагерь перед товарищеским матчем Allstate Continental Clásico со сборной Мексики 19 апреля. В матче остался в запасе. Стал победителем Лиги наций КОНКАКАФ 2022/23. Значился в предварительной заявке сборной на Золотой кубок КОНКАКАФ 2023 из 64 игроков, но в окончательный состав из 23 игроков не попал. Стал победителем Лиги наций КОНКАКАФ 2023/24.

## Достижения
Командные
 «Интер Майами»
- Обладатель Кубка лиг: 2023

 сборная США
- Победитель Лиги наций КОНКАКАФ: 2022/23, 2023/24

Личные
- Лучший вратарь Кубка лиг: 2023

## Статистика выступлений
| Выступление                | Выступление      | Выступление      | Лига | Лига | Плей-офф | Плей-офф | Кубок | Кубок | Континент | Континент | Итого | Итого |
| Клуб                       | Лига             | Сезон            | Игры | Голы | Игры     | Голы     | Игры  | Голы  | Игры      | Голы      | Игры  | Голы  |
| -------------------------- | ---------------- | ---------------- | ---- | ---- | -------- | -------- | ----- | ----- | --------- | --------- | ----- | ----- |
| Интер Майами               | MLS              | 2020             | 0    | 0    | 0        | 0        | —     | —     | —         | —         | 0     | 0     |
| Интер Майами               | MLS              | 2021             | 0    | 0    | —        | —        | —     | —     | —         | —         | 0     | 0     |
| Интер Майами               | MLS              | 2022             | 24   | -37  | 1        | -3       | 3     | -2    | —         | —         | 28    | -42   |
| Интер Майами               | MLS              | 2023             | 33   | -53  | —        | —        | 5     | -8    | 7         | -8        | 45    | -69   |
| Интер Майами               | MLS              | 2024             | 10   | -12  | —        | —        | —     | —     | 4         | -8        | 14    | -20   |
| Интер Майами               | Итого            | Итого            | 67   | -102 | 1        | -3       | 8     | -10   | 11        | -16       | 87    | -131  |
| Форт-Лодердейл (фарм-клуб) | USL1             | 2021             | 17   | -31  | —        | —        | —     | —     | —         | —         | 17    | -31   |
| Всего за карьеру           | Всего за карьеру | Всего за карьеру | 84   | -133 | 1        | -3       | 8     | -10   | 11        | -16       | 104   | -162  |

Источники: Transfermarkt, Soccerway, Footballdatabase.eu.